# Apassalus cubensis
Apassalus cubensis är en akantusväxtart som beskrevs av Clarence Emmeren Kobuski. Apassalus cubensis ingår i släktet Apassalus och familjen akantusväxter. Inga underarter finns listade i Catalogue of Life.